# Isidor Scheurl
Isidor Scheurl (* 24. März 1986) ist ein ehemaliger deutscher Biathlet und Biathlontrainer. Von 2018 bis 2022 war er Co-Trainer der deutschen Biathlon-Nationalmannschaft der Männer.

## Leben
Isidor Scheurl hatte seinen größten Erfolg als Biathlet, als er 2007 an der Seite von Tobias Reiter und Florian Graf bei den deutschen Meisterschaften mit der zweiten Staffel Bayerns überraschend den Titel gewann. Nachdem er schon 2006 sein Debüt im Europacup der Junioren gab, folgten 2009 in Altenberg zwei Einsätze im IBU-Cup, bei denen er aber als 56. des Einzels und 42. des Sprints die Punkteränge verpasste. Nach seiner aktiven Karriere wurde Scheurl Biathlontrainer. Im September 2009 wurde Scheurl Trainer an der Eliteschule des Sports CJD in Berchtesgaden. Nachdem seine Schützlinge schon im ersten Jahr größere Erfolge erreichen konnten, wurde Scheurl schon nach seinem ersten Trainerjahr zum deutschen Biathlon-Trainer des Jahres gewählt. 2011 wurde er gemeinsam mit Frank Hanus und Tobias Reiter Trainer beim Bayerischen Skiverband.
Von 2018 bis 2022 war Scheurl als Co-Trainer der Herren neben Mark Kirchner Teil des Trainerteams der deutschen Biathlon-Nationalmannschaft. Danach wurde er leitender Trainer am Olympiastützpunkt in Ruhpolding. 2024 beendete er seine Karriere als Biathlontrainer.

## Belege
1. ↑  Sportler und Trainer zur DSV-Einkleidung in Ingolstadt geehrt
2. ↑  Trainerwechsel bei den Biathleten des Bayerischen Skiverbands
3. ↑  Lena Putz: Mark Kirchner wird Damen und Herren Chef, auch Hönig bleibt. In: biathlon-online. 10. April 2018, abgerufen am 18. April 2018.

| Personendaten    | Personendaten                          |
| ---------------- | -------------------------------------- |
| NAME             | Scheurl, Isidor                        |
| KURZBESCHREIBUNG | deutscher Biathlet und Biathlontrainer |
| GEBURTSDATUM     | 24. März 1986                          |